# Liste von Sprengstoffanschlägen
Die Liste von Sprengstoffanschlägen erfasst Anschläge mit Sprengladungen und anderen Spreng- und Brandvorrichtungen gegen Einrichtungen und Ansammlungen von Menschen. Zu den Formen zählen unter anderem Auto- und Rucksackbomben. Siehe auch Liste von Anschlägen auf Verkehrsflugzeuge.

## Erläuterung
Die Liste von Sprengstoffanschlägen ist in folgende Jahreslisten aufgeteilt:
| 1970 | 1971 | 1972 | 1973 | 1974 | 1975 | 1976 | 1977 | 1978 | 1979 |
| 1980 | 1981 | 1982 | 1983 | 1984 | 1985 | 1986 | 1987 | 1988 | 1989 |
| 1990 | 1991 | 1992 | 1993 | 1994 | 1995 | 1996 | 1997 | 1998 | 1999 |
| 2000 | 2001 | 2002 | 2003 | 2004 | 2005 | 2006 | 2007 | 2008 | 2009 |
| 2010 | 2011 | 2012 | 2013 | 2014 | 2015 | 2016 | 2017 | 2018 | 2019 |
| 2020 | 2021 | 2022 | 2023 | 2024 | 2025 |      |      |      |      |

## Liste

### Vor 1970
| Datum         | Ereignis                                                     | Ort               | Staat                    | Tote   | Verletzte | Anmerkung, Quellen                                                                              |
| ------------- | ------------------------------------------------------------ | ----------------- | ------------------------ | ------ | --------- | ----------------------------------------------------------------------------------------------- |
| 13. Dez. 1867 | Bombenanschlag von Clerkenwell                               | London            | Vereinigtes Königreich   | 12     | 120       | Versuchte Gefangenenbefreiung                                                                   |
| 11. Dez. 1875 | Anschlag auf die Mosel, (Mosel)                              | Bremerhaven       | Deutschland              | 83     | 200       | Versicherungsbetrug                                                                             |
| 30. Okt. 1883 | Bombenanschläge auf 2 U-Bahn-Stationen                       | London            | Vereinigtes Königreich   | 0      | 70        |                                                                                                 |
| 4. Mai 1886   | Haymarket Riot                                               | Chicago           | USA                      | 7      | 160+      |                                                                                                 |
| 9. Dez. 1893  | Sprengstoffanschlag auf die Französische Nationalversammlung |                   | Frankreich               | 0      | 20        |                                                                                                 |
| 11. Juli 1908 | Sprengstoffanschlag auf britische Streikbrecher              | Malmö             | Schweden                 | 1      | 23        |                                                                                                 |
| 1. Okt. 1910  | Sprengstoffanschlag auf die Los Angeles Times                | Los Angeles       | USA                      | 21     | 105+      |                                                                                                 |
| 22. Juli 1916 | Anschlag mit Kofferbombe auf eine Parade                     | San Francisco     | USA                      | 10     | 40        |                                                                                                 |
| 16. Sep. 1920 | Bombenanschlag auf die Wall Street 1920                      | New York City     | USA                      | 38     | 300       | Sprengsatz in Pferdewagen                                                                       |
| 13. Dez. 1921 | Bombenanschlag auf Siguranța-Gebäude                         | Bolhrad           | Rumänien                 | 100    |           |                                                                                                 |
| 16. Apr. 1925 | Bombenanschlag auf die Kathedrale Sweta Nedelja              | Sofia             | Bulgarien                | 150    | 500       | Das Dach der Kirche wurde während einer Trauerfeier von einer kommunistischen Gruppe gesprengt. |
| 18. Mai 1927  | Schulmassaker von Bath                                       | Bath (Michigan)   | USA                      | 45     | 58        | Sprengsatz mit Zeitzünder, Selbstmordattentat mit Autobombe                                     |
| Apr. 1931     | Sprengstoffanschlag auf Schnellzug                           | Jüterbog          | Deutsches Reich          | 0      | 54        |                                                                                                 |
| 13. Sep. 1931 | Sprengstoffanschlag auf Nachtschnellzug                      | nahe Biatorbágy   | Ungarn                   | 22     | 14+       |                                                                                                 |
| 8. Nov. 1939  | Attentat im Bürgerbräukeller                                 | München           | Deutsches Reich          | 8      | 57        | misslungenes Attentat auf die NS-Führungspitze                                                  |
| 13. Feb. 1943 | Bombenanschlag auf S-Bahnhof                                 | Berlin            | Deutsches Reich          | 4      | 60        |                                                                                                 |
| 24. Feb. 1943 | Bombenanschlag auf S-Bahn                                    | Berlin            | Deutsches Reich          | 36     | 78        |                                                                                                 |
| 10. Apr. 1943 | Bombenanschlag auf den Lehrter Stadtbahnhof                  | Berlin            | Deutsches Reich          | 14     | 60        |                                                                                                 |
| 10. Mai 1943  | Bombenanschlag auf den Schlesischen Bahnhof                  | Berlin            | Deutsches Reich          | 14     | 27        |                                                                                                 |
| 20. Juli 1944 | Attentat vom 20. Juli 1944                                   | Wolfsschanze      | Deutsches Reich          | 4      | 9         | misslungenes Attentat auf Adolf Hitler                                                          |
| 22. Juli 1946 | Bombenanschlag auf Hotel                                     | Jerusalem         | Britisches Mandatsgebiet | 91     | 46        |                                                                                                 |
| 22. Feb. 1948 | Terroranschläge in der Ben-Jehuda-Straße                     | Jerusalem         | Britisches Mandatsgebiet | 58     | 140       |                                                                                                 |
| 5. Aug. 1949  | Angriff auf die Menarscha-Synagoge                           | Damaskus          | Syrien                   | 12     | 30        |                                                                                                 |
| 15. Apr. 1953 | Bombenanschlag auf den U-Bahnhof Plaza de Mayo               | Buenos Aires      | Argentinien              | 6      | 90        |                                                                                                 |
| 4. März 1960  | Explosion der La Coubre                                      | Havanna           | Kuba                     | 75–100 | 200+      |                                                                                                 |
| 18. Juni 1961 | Anschlag auf den Schnellzug Straßburg–Paris                  | Vitry-le-François | Frankreich               | 28     | 170       | Der Zug wurde durch eine vermutlich von der OAS gelegte Bombe zum Entgleisen gebracht.          |
| 15. Sep. 1963 | Anschlag auf die 16th Street Baptist Church                  | Birmingham        | USA                      | 4      | 22        |                                                                                                 |
| 26. Juni 1965 | Bombenanschläge auf Restaurant und Tabakstand                | Saigon            | Südvietnam               | 42     | 80        |                                                                                                 |
| 12. Nov. 1967 | Bombenanschlag auf den Cyprus-Airways-Flug 284               |                   | Griechenland             | 66     | 0         |                                                                                                 |
| 13. Okt. 1969 | Anschlag auf Blohm+Voss am 13. Oktober 1969                  |                   | BRD                      | 0      | 0         |                                                                                                 |